# House of America
Pour plus de détails, voir Fiche technique et Distribution.
House of America est un film britannique réalisé par Marc Evans, sorti en 1997.

## Fiche technique
- Titre : House of America
- Réalisation : Marc Evans
- Scénario : Edward Thomas
- Photographie : Pierre Aïm
- Pays d'origine : Royaume-Uni
- Genre : drame
- Date de sortie : 1997

## Distribution
- Siân Phillips : Mam
- Steven Mackintosh : Sid
- Matthew Rhys : Boyo
- Lisa Palfrey : Gwenny
- Pascal Laurent : Clem
- Richard Harrington : Cat
- Steve Speirs : la Tête